# Onevatha distorta
Onevatha distorta är en fjärilsart som beskrevs av Swinhoe 1895. Onevatha distorta ingår i släktet Onevatha och familjen nattflyn. Inga underarter finns listade i Catalogue of Life.